# Fritz Theil
Fritz Theil (Altenburg, Turíngia, 6 d'octubre de 1886 - Klingenmünster, 20 de febrer de 1972) fou un compositor i director d'orquestra alemany.
Feu uns brillants estudis al Conservatori de Leipzig. En acabar la carrera s'especialitzà en la direcció d'orquestra, figurant en el seu temps com un dels mestres més autoritzats alemanys.
La seva obra de compositor compren:
- König Lear, poema simfònic;
- Judith, poema simfònic;
- Sieg des Lebens, poema simfònic;
- Lebenskamp, poema simfònic;
- un Intermezzo, per a orquestra d'arc;
- un Concert, per a violí;
- dos poemes lírics per a baríton amb acompanyament d'orquestra.